# Hannah Montana 2: Meet Miley Cyrus
Hannah Montana 2: Meet Miley Cyrus је дупли албум америчке певачице и глумице Мајли Сајрус и замишљеног лика Хане Монтане из серије Хана Монтана. Изашао је 26. јуна 2007. од стране Walt Disney Records и Hollywood Records. Први диск представља саундтрек из друге сезоне Хане Монтане, док други диск представља дебитански албум Мајли Сајрус, главне глумице серије. Свих двадесет песама изводи Мајли Сајрус, док је први диск направљен као наставак диска Хана Монтана. Текст песама подразумева „женску моћ”, тинејџерску романсу, и дупли живот који живи Мајли у серији.
Hannah Montana 2: Meet Miley Cyrus нашао се на врху листе Билборд, продавши 325.000 копија током прве седмице изласка и постао троструко платинумски у Америчком удружењу дискографских кућа. Албум је такође добро прошао широм Европе и Океаније, налазећи се на топ двадесет позицијама у неколико држава.